# Beetlejuice (serie de televisión)
Beetlejuice es una serie de animación estadounidense y canadiense basada en la película del mismo nombre, emitida del 9 de septiembre de 1989 hasta 10 de diciembre de 1991. La serie fue producida por Ellipse y Nelvana por The Geffen Film Company y distribuida por Warner Bros..
La serie está protagonizada por Stephen Ouimette (Beetlejuice), Alyson Court (Lydia Deetz) entre otros. La música de la serie está compuesta por Ray Parker, Jr., Danny Elfman y Tom Szczesniak. La emisión de la serie en Estados Unidos en sus 3 primeras temporadas fue por la cadena ABC, mientras 4 temporada fue emitida por Fox.

## Argumento

### Diferencias respecto a la película
La premisa de la serie animada tuvo una enorme diferencia respecto a la película al punto de que apenas había similitudes entre ambas. En la película, Beetlejuice era el antagonista quien pretendía casarse hasta el último momento con una disgustada Lydia; en cambio en la serie son amigos, Lydia quien suele hacer alguna travesura en el mundo de los vivos, a menudo visita a Beetlejuice al más allá durante su tiempo libre. Otros de los personajes, Los Maitland no aparecen en la serie. A diferencia de los trámites burocráticos en la película, el inframundo se convirtió en el "No-Mundo" (Neitherworld), una extraña y humorística parodia de lo que es el mundo de los vivos. De hecho, el más allá, raras veces se nombra y el mundo de los vivos se solía llamar el Otro Mundo (Otherworld). En el episodio piloto "Critter Sisters" se ve al principio de la serie a Beetlejuice y a Lydia cantar la canción Day-O. Juno, al igual que los Maitland, nunca ha aparecido. La actitud de Delia también se vio afectada para compensar la ausencia de la pareja de fantasma. En el episodio "Cousin BJ" Beetlejuice hace bailar a los invitados de la misma manera que en la película. Otra diferencia es que el lugar donde transcurre la serie es en Peaceful Pines (Los Pinos Pacíficos) en lugar de Winter River.

### Fórmula en episodios
Los episodios se centran generalmente en el fantasma Beetlejuice, su mejor (y única) amiga Lydia y sus aventuras juntos en los dos mundos (Neitherworld y mundo real), en la localidad ficticia de Peaceful Pines, New England
En algunos episodios no aparece Lydia Los cuales muestran el lado desenfrenado y desencadenado de Beetlejuice así como algunas aventuras en solitario
El personaje de Beetlejuice es el de un fantasma estafador que permanece tal como aparecía en la película original pero con cambios considerables, desde su malicia hasta sus travesuras, siendo más un tipo parecido a Homer Simpson pero con toda la gracia de un Fantasma Mágico también el mismo evoluciona a un ser más aventajado y bromista pero con un toque de inocencia a la par de los cambios para poder agradarle a Lydia.
El personaje de Lydia hizo algún que otro cambio; en la serie se volvió más gótica que en la película y fue representada como a una chica a la que le gustaban algunas cosas extrañas desde las arañas a las películas de terror. Al igual que en la película, Lydia siempre llamaba a Beetlejuice mentando sus nombres tres veces o en ocasiones con un canto:
"Though I know I should be wary,
Still I venture someplace scary;
Ghostly hauntings I turn loose...
Beetlejuice, Beetlejuice, Beetlejuice!"
A partir de la 4.ª temporada de la serie la personalidad de Lydia seguía siendo la misma pero con un toque más sutil de madurez siendo en ocasiones quien controlaba los impulsos de Beetlejuice que podían desencadenar malos resultados asimismo se podría decir que en cierto modo algunos capítulos dejaban una lección por aprender de manera oculta así no dejando de lado la amistad con algunos amigos cercanos como Jack, Ginger, El Monstruo de al Lado, Y otros personajes que podían ser cooperativos con ambas personas.
Paralelamente a partir de esta misma temporada cambiaron las Voces de Beetlejuice, Lydia, Prudence y Bertha

## Personajes
- Beetlejuice: Es el protagonista y quién da nombre a la serie, el mejor amigo de Lydia. Su nombre real es 'Beetle Juice Jr.', aunque es más conocido como Beetlejuice en el No-Mundo, su nombre deriva de la estrella llamada 'Betelgeuse' (en inglés, la pronunciación de ambos términos es casi idéntica), lo que resulta curioso por la atracción de Beetlejuice hacia los malos olores y la 'Música de axila' (la estrella es la axila de la constelación de Orión). Es hijo de Gnat y de Beejuice (quienes lo presionan para que consiga un trabajo y mantenga su higiene corporal) y tiene un hermano menor Desagradablemente alegre, Donny Juice. Beetlejuice se parece más a su madre físicamente, (pero es más alto que ella) y heredó los dientes torcidos de su padre.

- - La vestimenta regular de beetlejuice está compuesta de un traje a juego con rayas verticales blancas y negras, una camisa color magenta, una corbata negra un par de botas Beatle.
  - Beetlejuice tiene grandes poderes mágicos, aunque otros personajes del No-mundo también tienen magia, los poderes de Beetlejuice son enormemente superiores (nunca se llega a dar una razón real para esto), es capaz de cambiar de forma, transformar e invocar objetos, teletransportarse y otras proezas mágicas. Aunque aun así, sus poderes pueden ser reducidos bajo diversas circunstancias, como encontrarse con un gusano de arena (lo que lo aterra) o que su cabeza sea separada del resto de su cuerpo.
  - Debido a lo que más tarde es descrito como su jugo (su fuente de toda magia), cada vez que Beetlejuice hace uso de alguna Figura literaria, él o su alrededor cambia siguiendo el sentido de un juego de palabras, por ejemplo; si él menciona estar quebrado, (refiriéndose a no tener dinero) entonces su cuerpo se transforma en un disco plano que cae al piso y se quiebra en pedazos. En relación con eso mismo en una ocasión él menciona "This literal translation stuff slays me!" (¡Estas cosas de la traducción literal me matan!) entonces unas letras gigantes que dicen Literal translation stuff (Cosas de la traducción literal) caen del cielo y lo aplastan.
  - Regularmente hace alguna broma en el No-Mundo, lo que constituye su pasatiempo favorito. Tales bromas recaen generalmente en Jacques, Ginger, Poopsie, el alcalde o el monstruo de al lado, y en ocasiones en personajes del mundo viviente como son Claire Brewster (rival de Lydia), los padres de Lydia, o Lydia misma, aunque tales bromas dirigidas a Lydia son solamente para molestarla y sin intención de provocar daño, lo que demuestra su cariño hacia ella. Lydia de hecho, es la única persona que tiene algo de control sobre Beetlejuice. El incluso dijo que haría lo que fuera por ella, y lydia en el mismo modo, es recíproca a ese sentimiento. Beetlejuice adora ser inmundo, por esta razón odia bañarse. Sus alimentos favoritos son insectos de varios tipos, sobre todo escarabajos y también lombrices. cosas que odia son los gusanos de arena, la limpieza y cualquier cosa Adorable.
  - Su vida era solitaria antes de conocer a Lydia con quien aparentemente está obsesionado, dedicando grandes extensiones de tiempo a ella, (lo que al ella le ayuda a mantener su propio autoestima), si bien las bromas de Beetlejuice son motivadas más por diversión que por malicia, él se vuelve muy hostil si ella es amenazada. Incluso en el episodio 'Out Of My Mind' se muestra que Beetlejuice trabaja en un santuario para Lydia en el interior de su propia mente. Cualquiera que se interponga en su relación (Como el caso de Prince Vince) obtiene de Beetlejuice profundos celos y resentimiento. Esto en gran medida (y de forma bastante evidente) sugiere que Beetlejuice está enamorado de Lydia. En la película él intento casarse con Lydia con el propósito de salir de su tumba.

- Lydia Deetz:: A diferencia de la película, ella es alegre y extrovertida,asimismo demuestra ser comprometida con la naturaleza,también conserva sus dotes como fotógrafa y hasta cierto punto es algo superdotada ya que incluso sabe algo de ciencia y mecánica automotriz además de tener cierto grado de conciencia social y civismo para frenar o reducir los impulsos de Beetlejuice o bien hacerlo hacer lo correcto aunque este último lo haga a regañadientes siendo una chica gótica bastante única y alegre ; Para sus visitas al no mundo,viste un poncho(aunque para efectos prácticos es más una capa roja) rojo con guantes largos, con un maquillaje que la hace parecer como muerta.así como un leotardo negro con zapatos ídem,en su acontecer en casa usa un vestido negro tipo camisón de color gris y negro así como zapatillas Flats negras,en su escuela usa un uniforme formal de saco azul,camisa,corbata y calcetas grises aunque en este y algunos atuendos su pelo cambia de su estilo tipo palmera a uno más tradicional de tipo corto no obstante sus vestimentas van variando según el episodio incluyemdo vestimentas casuales y deportivas.

- Jack La Lynne: Es un esqueleto de origen francés que adora hacer ejercicio y mantenerse en forma aunque suene irónico ya que él es puro hueso, sin nada de carne u órganos algunos, en una ocasión él ganó el certamen "Mister No-Mundo" el siempre tiene una actitud positiva de Beetlejuice aunque él también se aproveche.

- Ginger: Es una araña bailarina de Tap (Una referencia a Ginger Rogers) la cual ama su profesión y es especialista en pies, tiene una actitud positiva pero un tanto cuanto molesta en ocasiones, Beetlejuice y ella se llevan muy bien en algunas ocasiones y en otras totalmente al contrario.

- El monstruo de al lado: Es el vecino de Beetlejuice y es un monstruo vaquero pues su casa es una calavera de res y por dentro tiene todo relacionado al oeste y los vaqueros, considera a Beetlejuice como un muy buen amigo a pesar de todo lo que ha hecho.

- Charles Deetz: El padre de Lydia, un hombre muy nervioso a quien le gusta que todo esté calmado. Comúnmente él y su esposa Delia son víctimas de las constantes bromas de Beetlejuice. Es alérgico a los perros. Siempre ha tratado de mantener una cercana relación con Lydia, pero ambos comparten gustos diferentes.

- Delia Deetz: La despreocupada madre de Lydia (diferencia con la película donde era su madrastra), aunque mantiene una relación de cercanía con Lydia, algunas veces no llegan a estar de acuerdo. Delia es artista, escultora, etc, su arte es muy bizarro que se hizo muy popular en No-Mundo. Es una persona excéntrica (en un episodio estaba hablándole a sus flores).

- Percy: El gato de los Deetz, es muy asustadizo, una cualidad de la cual Beetlejuice se ha aprovechado. Una vez tuvo mayor protagónico, cuando fue secuestrado por unas brujas, Lydia y Beetlejuice se hicieron pasar por brujas para recuperarlo.

- Bertha y Prudence: Son las amigas de Lydia. Comparten intereses con Lydia (como cuando crearon la Boutique de Lydia), Prudence es muy asustadiza y algo intelectual y Bertha le gustaría ser mayor así como también tener afinidad por las revistas de adolescentes. Ambas con Lydia crearon un grupo de Rock llamado Las Novias de Punkystein.

- Claire Brewster: Es la rival de Lydia, con gusto de una chica mimada y princesa. Cree que todo gira en torno a ella. A Claire le gusta hacer enojar a Lydia a todo costo, como cuando Lydia y Claire trabajaron juntas en una feria.

- Poopsie: El extraño perro del Monstruo de al lado. A Beetlejuice le encanta desquiciarlo y a él también, pero Lydia no cree que Poopsie lo haga a propósito.

- Doomie: El Bolido de La Muerte que Lydia y Beetlejuice construyeron para que Lydia pudiera conducirlo, sin embargo cuando se enfurece se transforma en un auto lobo igual como el Doctor Jekyll y Mr. Hyde debido a que cuando Beetlejuice fue a comprar el motor, compró uno "anormal",en apariencia está basado en modelos de los años 50s como el Chevrolet Bel Air.

## Premios y nominaciones
Premios Emmy
- 1990 - Mejor programa para niños (Ganador, compartido con Las Nuevas Aventuras de Winnie the Pooh)

## Reparto
- Stephen Ouimette - Beetlejuice
- Alyson Court - Lydia Deetz
- Elizabeth Hanna - Delia Deetz
- Roger Dunn - Charles Deetz
- Harvey Atkin - Lipscum
- Tara Strong - Bertha, Claire Brewster, Little Miss Warden
- Len Carlson - Judge Mental, Mr. Juice, Uncle Clyde
- Paulina Gillis - Prudence
- Keith Knight - Flubbo, Armhold Musclehugger, Chester Slime, Dr. Zigmund Void
- Ron Rubin - Germs Pondscum
- Colin Fox - Dragster of Doom
- Keith Hampshire - Doomie
- Joseph Sherman - Scuzzo the Clown
- David Goldberg - Fuzzo the Clown
- Stuart Stone - Ramón
- Robert Cait - The Monster Across the Street
- Dan Hennessey - Mayor Maynot, Jesse Germs, Captain Kidder, Bully the Crud
- Peggy Mahon - Mrs. Bugsley, Ginger, Aunt May
- Susan Roman - Miss Shapen, Percy, Poopsie, Poopette, The Monstress Across the Street, Mrs. Juice
- Richard Binsley - Donnyjuice
- Don Francks - Count Mein, Mr. Big
- Michael Stark - Fleagor
- Charles Kerr - Jacques
- Allan Stewart Coates - Ed
- John Stocker - Mr. Monitor, Bartholomew Batt
- Hadley Kay - Prince Vince

### Doblaje latinoamericano
- Carmelo Fernández, Armando Volcanes - Beetlejuice
- Giset Blanco - Lydia Deetz
- Orlando Noguera - Charles Deetz
- Ramón Aguilera - Mr. Juice
- Luis Pérez Pons - Uncle Clyde
- Juan Carlos Vázquez - Scuzzo the Clown
- Rubén Antonio Pérez - Letreros[4]

## Mercancía
En la época en que se transmitía la serie se lanzaron 6 casetes de VHS que incluían la primera temporada de la serie. Harvey Comics (la empresa propietaría de Casper y Ricky Ricón) lanzó algunos cómics inspirados en la serie. En el DVD de 20 aniversario de la película se incluyeron los episodios A-Ha!, Skeletons In The Closet y Spooky-Boo-Tique.